# Chirimía

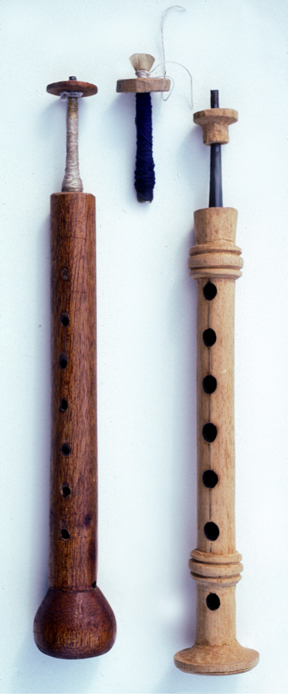
Imagem de uma Chirímia.

Chirímia é um instrumento musical de sopro do México, mas pode se referir a vários instrumentos semelhantes originários de Espanha.